# 沈自尹
沈自尹（1928年3月22日—2019年3月7日），男，浙江镇海人，中国中西医结合医学家，中国科学院院士。曾任复旦大学医学院中西医结合研究所名誉所长。

## 生平
1928年出生于浙江镇海，1952年毕业于上海第一医学院医疗系。1997年当选为中国科学院院士。